# Pavel Ploc (sciatore 1943)
Pavel Ploc (Pardubice, 26 dicembre 1943 – 3 febbraio 2024) è stato un biatleta cecoslovacco.

## Biografia
In carriera prese parte a due edizioni dei Giochi olimpici invernali, Grenoble 1968 (15° nella 20 km) e Sapporo 1972 (47° nella 20 km, 12° nella staffetta), e a tre dei Campionati mondiali (8° nella 20 km a Zakopane 1969 il miglior piazzamento).